# Dassault Falcon 10
Dassault Mystère/Falcon 10 je francuski dvomotorni poslovni mlažnjak. Razvijen je kao umanjeni Dassault Mystère 20 za potrebe civilnog tržišta ali i francuske mornarice koja je tražila manji zrakoplov za vezu.

Proizvodnja je trajala od 1973. do 1989. te je u tom razdoblju napravljeno 226 zrakoplova.

## Tehničke karakteristike (Faclon 10)
Izvori podataka: flugzeuginfo.net, pristupljeno 2.8.2009.
Osnovne karakteristike
- posada: 2
- kapacitet: 4-8 putnika
- dužina: 13,86 m
- raspon krila: 13,08 m
- površina krila: 24,1 m2
- visina: 4,61 m

Letne karakteristike
- ekonomska brzina: 912 km/h
- dolet: 3.560 km
- motor: 2 x Garrett TFE731-2